# Битка код Самаре
Битка код Самаре вођена је 26. јуна 363. године између римске војске под царем Јулијаном Апостатом са једне и персијске сасанидске војске са друге стране. Завршена је победом Персијанаца и погибијом римског цара.

## Увод
Неколико месеци пре битке Јулијан је покренуо велики поход на Сасанидско царство са циљем да поврати територије изгубљене у претходним ратовима са Персијанцима. Продро је у средиште Месопотамије наневши Персијанцима велики пораз код Ктесифона. Међутим, због лоше организације Римљани не успевају да освоје сасанидску престоницу те је цар наредио повлачење. Персијанци су их кренули гонити под вођством синова Шапура II. Напад извршен 22. јула Римљани су одбили, али су, деморализовани и без хране, постали исцрпљени.

## Битка
Три дана касније Персијанци поново нападају. Према сведочењу Амијана Марцелина, напали су јуришем коњице. Јулијан је успео одбити напад, али је у журби заборавио навући оклоп те га је један Персијанац пробо копљем у леђа. Умро је неколико сати касније.
Смрћу Јулијана Апостате нестао је последњи пагански цар; последња препрека покрштавању царства. Војници су за новог цара одабрали Јовијана, Јулијановог команданта. Јовијан је пристао на све Шапурове услове у замену за слободан пролаз. Сасаниди су тако повратили територије у Месопотамији и Малој Азији које су деценијама биле под римском влашћу.